# Aussteuerungsbereich
Der Aussteuerungsbereich oder Aussteuerbereich ist jener Bereich von Augenblickswerten, den die Eingangsgröße einer Anordnung hat oder bei Einhaltung vorgegebener Bedingungen haben darf.
Der typische Fall betrifft die Aussteuerung eines Niederfrequenzverstärkers, bei dem es bei zu großen Signalen zu unangenehmen Verzerrungen (Übersteuerung) kommt. Hier geht es also um die Linearität der Übertragungskennlinie.
Die Überschreitung des zulässigen Aussteuerungsbereiches kann auch zur Zerstörung eines Bauteils führen (z. B. Lautsprecher, „Durchschlagen“ einer Gleichrichterdiode oder eines Kondensators).
Soweit sich die vorgegebenen Bedingungen nicht aus dem Kontext ergeben, müssen sie angegeben werden.
Der Wertebereich der Größe wird in der Regel durch die Addition eines konstanten Wertes (Gleichanteil) an den Aussteuerungsbereich angepasst. Beim Röhrenverstärker ist das zum Beispiel die Gittervorspannung.
Beim Schmitt-Trigger wird der beschränkte Aussteuerungsbereich eines Verstärkers genutzt, um aus einem analogen Signal ein wertediskretes Signal abzuleiten.